# Bulbophyllum linggense
Bulbophyllum linggense là một loài phong lan thuộc chi Bulbophyllum.